# جبریل بواکی
جبریل بواکی (انگلیسی: Gabriel Boakye؛ زادهٔ ۲۶ فوریهٔ ۱۹۹۸) بازیکن فوتبال اهل کانادا است.
وی همچنین در تیم‌های ملی فوتبال Canada men's national under-17 soccer team و Canada men's national under-20 soccer team بازی کرده‌است.